# Berger (Missouri)
Berger ist eine City im Franklin County im US-Bundesstaat Missouri. Das U.S. Census Bureau hat bei der Volkszählung 2020 eine Einwohnerzahl von 256 ermittelt.
In Berger liegt Gruhlke's Microbrewery, eine überregional bekannte Kleinbrauerei.

## Geographie
Berger liegt im agrarisch orientierten Franklin County im US-Bundesstaat Missouri.
Nach Angaben des United States Census Bureau hat die Stadt eine Gesamtfläche von 0,8 km².

## Ortsname
Die Stadt wurde wahrscheinlich nach Joseph Berger, einem Jäger benannt. Der Ortsname wird aufgrund der französischen Herkunft mit einem weichen „g“ gesprochen.

## Demographie
Die Gesamtbevölkerung beträgt 206 Einwohner (Stand 2000). Nach dem Zensus aus dem Jahr 2000 existieren 85 Haushalte und 56 Familien leben in der Stadt. Die Bevölkerungsdichte beträgt 265,1/km². Die Bevölkerung besteht zu 97,57 % aus Weißen und 0,49 % Afro-Amerikanern (jeweils im Sinne des US-Zensus).